# Labirynt (film 2013)
Labirynt (ang. Prisoners) – amerykański thriller z 2013 roku w reżyserii Denisa Villeneuve’a. Wyprodukowany przez amerykańskie studio Warner Bros. W filmie występują Hugh Jackman, Jake Gyllenhaal, Viola Davis, Maria Bello, Terrence Howard, Melissa Leo i Paul Dano.
Światowa premiera filmu miała miejsce 30 sierpnia 2013 roku podczas Festiwalu Filmowego w Telluride, a 21 dni później 20 września 2013 roku w Stanach Zjednoczonych. W Polsce premiera filmu odbyła się 4 października 2013 roku.

## Fabuła
Keller Dover (Hugh Jackman) mieszka w Bostonie z żoną Grace (Maria Bello), nastoletnim synem Ralphem i sześcioletnią córeczką Anną. Pewnego dnia dziewczynka zostaje porwana wraz z koleżanką, Joy. Śledztwo w tej sprawie prowadzi błyskotliwy detektyw Loki (Jake Gyllenhaal). Szybko aresztuje Alexa Jonesa (Paul Dano), którego samochód stał blisko miejsca, skąd znikły dzieci. Policja musi jednak wypuścić mężczyznę z braku dowodów. Zrozpaczony Keller postanawia więc sam się dowiedzieć, gdzie przetrzymywana jest Anna.

## Obsada
- Hugh Jackman jako Keller Dover
- Jake Gyllenhaal jako detektyw Loki
- Viola Davis jako Nancy Birch
- Maria Bello jako Grace Dover
- Terrence Howard jako Franklin Birch
- Melissa Leo jako Holly Jones
- Paul Dano jako Alex Jones
- Dylan Minnette jako Ralph Dover
- Zoe Borde jako Eliza Birch
- Erin Gerasimovich jako Anna Dover
- Kyla Drew Simmons jako Joy Birch
- Wayne Duvall jako kapitan Richard O’Malley
- Len Cariou jako ojciec Patrick Dunn
- David Dastmalchian jako Bob Taylor
- Jeff Pope jako Elliot Milland